# Claude Bessy
Pour les articles homonymes, voir Bessy (homonymie).
Œuvres principales
Studio 60, Play Bach, Concerto en ré, Les Fourmis
Répertoire
Ballets de Serge Lifar
Scènes principales
Opéra national de Paris
Claude Bessy, née Claude Jeanne Andrée Durand le 21 octobre 1932 à Paris 4e, est une danseuse, chorégraphe et professeur de ballet française. Danseuse étoile du ballet de l'Opéra de Paris, elle en devient la directrice de 1970 à 1971 puis dirige, de 1972 à 2004, l'École de danse de l'Opéra de Paris qui lui est rattachée.

## Biographie

### Début et formation
À huit ans, Claude Durand dessine une ballerine sur le tableau noir de la classe. La remplaçante de son institutrice lui demande si elle aimerait faire de la danse. 
Elle suit comme spectatrice les cours de Lioubov Iegorova, professeur réputé auprès des danseurs étoiles de l'Opéra de Paris qui deviendra bien plus tard son mentor. Elle prend ses premiers cours de danse chez le danseur Gustave Ricaux en 1941, avant d'entrer quatre mois plus tard à l'école de danse de l'Opéra de Paris en 1942 chez Marceline Rouvier, Mauricette Cébron et Lucienne Lamballe.
Sa « petite mère » y sera Paulette Dynalix.

### Ballet de l'Opéra de Paris
Durant l'ensemble de sa scolarité à l'École de danse de l'Opéra national de Paris entre 1942 et 1946, elle fait très souvent de la figuration notamment pendant la saison 1943-1944, elle incarne un enfant d'Alceste dans l'opéra Alceste de Gluck auprès de la cantatrice Germaine Lubin, puis un négrillon dans Aïda, puis une nubienne ou une troyenne dans Faust. Grâce à la dérogation accordée par le directeur de l'Opéra de Paris Jacques Rouché, à dix ans, elle se voit attribuer un rôle de petit amour dans le second récital de Janine Charrat et Roland Petit, encore élève du Ballet de l'Opéra, qui à dix neuf ans, sur un Nocturne de Chopin, Cupidon dans Symphonie printanière, Course au Soleil, Petits, Paul et Virginie, sur une musique originale d'Henri Sauguet, costumes de Marie Laurencin, salle Pleyel, le 15 avril 1943, devant Jean Cocteau, et tout le Paris de la danse sous l’occupation, un ambitieux travail chorégraphié par Serge Lifar.Le 23 octobre 1944, elle fait de la figuration dans l’opéra Roméo et Juliette de  Charles Gounod, lors de la réouverture de l’Opéra de Paris. En 1946 à treize ans, elle intègre le corps de ballet de l'Opéra de Paris en tant que deuxième quadrille, un grade aujourd'hui disparu. Au concours du corps du ballet du 28 novembre 1946 elle devient premier quadrille.
Alors qu'elle n'a que quatorze ans, George Balanchine en visite à l'Opéra de Paris la remarque et lui propose une variation de soliste, alors même qu'elle n'a jamais dansé seule sur la scène de l'Opéra Garnier. La presse ayant eu vent de cette promotion inattendue, les journalistes proposent à Claude Bessy de poser pour eux ; elle leur suggère de poser en costume de scène sur les marches de l'Opéra... elle écopera de huit jours de mise à pied pour « manquement grave à la discipline ». 
Malgré quelques anicroches, la jeune danseuse, promue « petit sujet » au concours du corps du ballet de décembre 1947, est prise d'un fou rire lors d'une représentation de Castor et Pollux. La semaine suivante, l'administration, agacée par son tempérament désinvolte, la rétrograde au rang de coryphée. 
La punition ne durera guère, puisque Claude Bessy retrouvera son titre de « petit sujet » au bout de deux mois de bonne conduite. Nommée « grand sujet » au concours du corps de ballet du 18 novembre 1949, elle attendra trois ans avant d'accéder au rang de première danseuse le 1er octobre 1952. Pierre-Aimé Touchard lui propose d’entrer à la Comédie-Française, comme d’autres anciens élèves de l’école de danse tel que Micheline Boudet ou Robert Hirsch.

### Appel de Gene Kelly

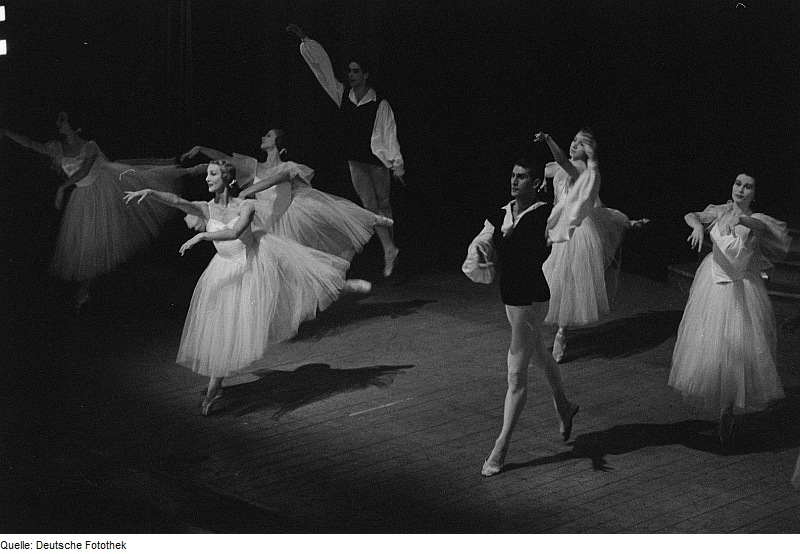
claude Bessy en tournée avec Lycette Darsonval et le Ballet de l'Opéra de Paris à Leipzig le 6 septembre 1954

Un matin de mai 1953, Gene Kelly en personne, l'ayant vue la veille sur la scène de l'Opéra, l'appelle pour la féliciter pour son travail, et souhaite la rencontrer pour une audition en vue de son prochain film, l'Invitation à la danse. Elle passera deux essais mais, refusant de n'être qu'une nouvelle Leslie Caron, elle déclinera le contrat de la MGM. Cependant, Gene Kelly s'entête et la persuade de venir tourner pour lui sur son temps de vacances : Claude Bessy accepte finalement un petit rôle.
L'année suivante sera moins faste pour la ballerine, puisqu'une visite médicale de routine détecte chez elle une primo-infection pulmonaire qui la contraint à garder le lit durant cinq mois. Elle retrouve le chemin de l'Opéra Garnier à la rentrée 1954.

### Danseuse étoile
Claude Bessy est nommée étoile en mai 1956. Cependant, sa véritable consécration n'aura lieu que l'année suivante. Au printemps 1958, la nouvelle étoile est invitée par l'ABT pour danser La Belle Hélène, Casse-Noisette et Roméo et Juliette. Après son deuxième spectacle, elle reçoit un télégramme du directeur de l'Opéra de Paris qui lui enjoint de rentrer en France en urgence, afin d'incarner le rôle principal de la nouvelle « super-production » de la maison, l'Atlantide (d'après le roman de Pierre Benoit) : Ludmila Tchérina, fâchée pour une histoire de costumes, a claqué la porte de l'institution huit jours avant la première d'un ballet qu'elle préparait depuis deux mois. Claude Bessy accepte le défi mais doit faire face à un nouveau désagrément... Serge Lifar, à la suite de problèmes de contrat, retire la chorégraphie qu'il avait conçue. Mais George Skibine, danseur étoile de l'Opéra de Paris, se voit proposer de créer une nouvelle chorégraphie et ne peut refuser cette occasion de se présenter comme le successeur de Lifar. Durant cette semaine marathon, Claude Bessy répétera tous les jours jusqu'à une heure du matin. Le défi sera relevé, le spectacle un succès ; mais la jeune étoile, rompue par la fatigue et le stress, passera la journée du lendemain dans un état proche de la dépression nerveuse.Claude Bessy se produit dans les cinq continents, grâce aux très nombreuses tournées internationales organisées par l’Opéra de Paris, depuis celle qui fut demandée par le maréchal Jean de Lattre de Tassigny pour l’armée en mai 1945, jusqu’en 1972 avec le Ballet de Charleroi. Claude Bessy danse les plus grands ballets du répertoire dont Phèdre, Daphnis et Chloé, Pas de Dieux, Le Lac des cygnes, Coppélia. Durant le mandat de Président du Général De Gaulle, elle dansa devant le Président Kennedy, le Roi des belges, Roi du Danemark, le Chancelier Adenauer, le Roi du Maroc, Le shah d'Iran et la Reine Elizabeth.Elle dansa également en tant que guest et fut parfois accompagnée de Flemming Flindt sur les plus grandes scènes du monde : Copenhague, Rome, Munich, Berlin, Amsterdam, Londres, Vienne, au Japon, au Kirov et au Bolchoï et pendant trois saisons avec le Chicago Opera Ballet où elle eut comme partenaire Erik Bruhn et john Gilpin.
Serge Lifar l'appelle pour les ballets lors du couronnement impérial à Téhéran du shah d'Iran en 1967 et pour la célébration du 2 500e anniversaire de la fondation de l'empire perse en 1971.En 1967 en Espagne, un grave accident de voiture fait craindre pour la suite de sa carrière. Mais la danseuse remonte sur scène huit mois plus tard et honore l'offre de Maurice Béjart qui lui confie son célèbre Boléro.
Durant tout le reste de sa carrière, elle s'attachera à faire entrer la danse moderne au répertoire de l'Opéra de Paris, invitant par exemple de nouveaux professeurs pour faire classe à l'ensemble de la compagnie. Elle participe à de nombreuses reprises au Gala de l'Union des artistes entre 1958 et 1974.
Elle effectue ses adieux officiels comme danseuse étoile au ballet du 21 octobre au 7 novembre 1975 dans la reprise de Pas de dieux avec Cyril Atanassoff et le Pas de deux de Daphnis et Chloé avec Michael Denard. Le 30 mars 2004, elle organise un grand gala d'adieux sur la scène de l'Opéra Garnier. Durant cette période, elle est chorégraphe et assistante -Maitre de ballet à l’Opéra comique (1er octobre 1952), déléguée syndicale (1954-1970), chorégraphe  et maître du Ballet à l’Opéra-Comique (1er septembre 1956-31 décembre  1972), chorégraphe et assistant-Maitre de ballet à l’Opéra de Paris (5 décembre 1956), maître de ballet au Ballet de l'Opéra de Paris (30 septembre 1958),directrice du Ballet des Jeunesses musicales de France (3 novembre 1958-1er janvier 1973), administratrice de la Caisse de retraite du personnel de l’Opéra national de Paris (1956-1975), maître de ballet associée à la direction de la danse  de l’Opéra de Paris (1er septembre 1962-30 septembre 2004), conseiller technique de la danse à l’Opéra de Paris (1eroctobre 2004-30 septembre 2006), et déléguée générale à la Danse de l’Opéra de Paris (1er mars-18 juin 1970).Simultanément elle est la mannequin et la représentante de la société Repetto dans toutes ses publicités (1947-1973).

### Chorégraphe
Claude Bessy est également chorégraphe pour le Ballet des Jeunesses musicales de France, le Ballet de l’Opéra-Comique, le Ballet de l’Opéra de Paris et l’École de danse de l’Opéra de Paris.Elle est la créatrice des pièces Studio 60, Play Bach, Concerto en Ré, Les Fourmis, ainsi qu'une version de La Fille mal gardée. En 1972, elle chorégraphie le divertissement du Bourgeois gentilhomme dans la mise en scène de Jean-Louis Barrault à la Comédie-Française. En 2011, elle est sollicitée par Éric Vu-An pour remonter le ballet Pas de Dieux pour le ballet de Nice. Quelques mois plus tard, l'Opéra de Paris la sollicite pour qu'elle remonte Phèdre de Serge Lifar.

### Directrice de l'École de danse

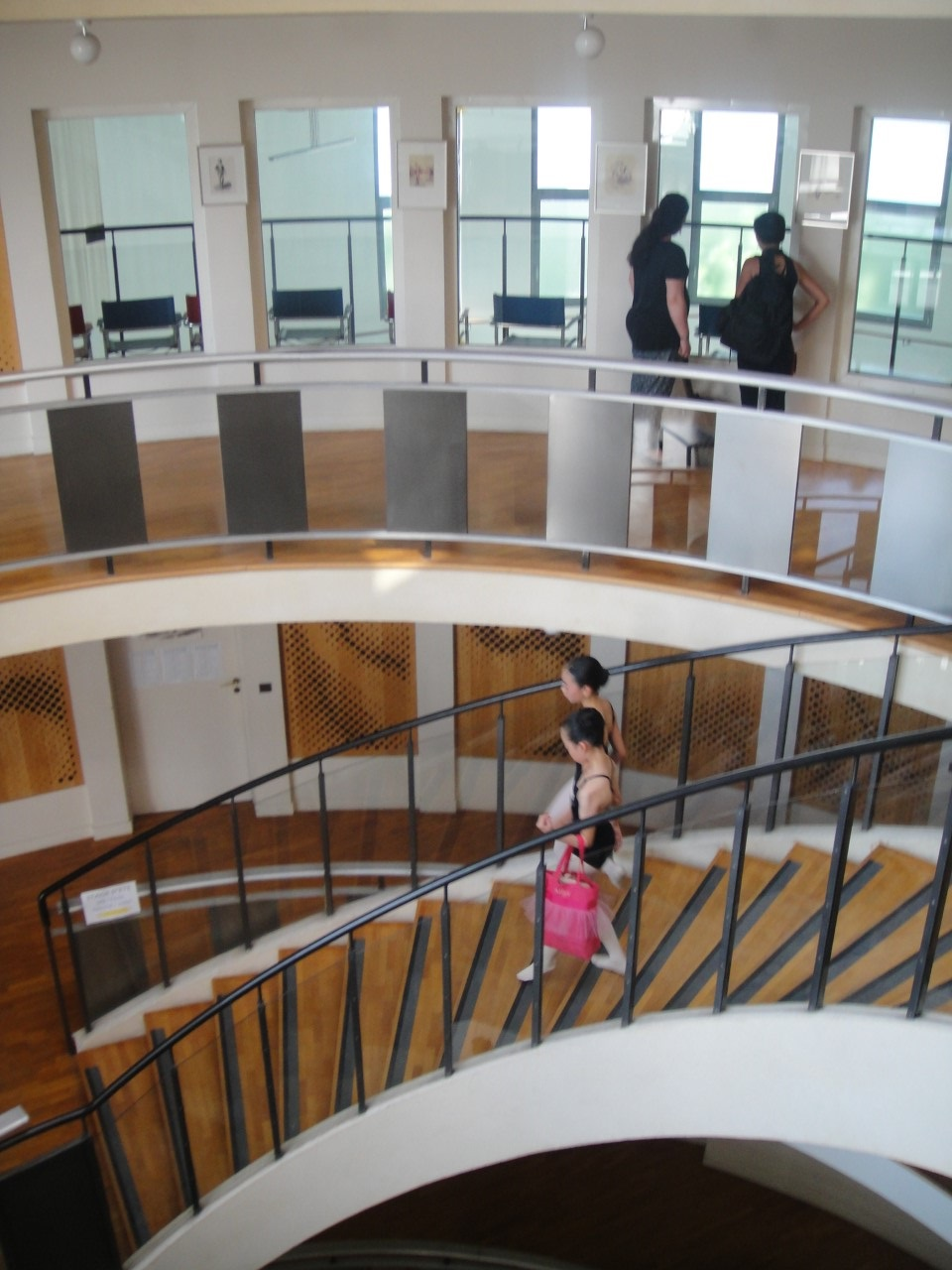
Intérieur de l'École de danse

Du 18 juin 1970 au 30 décembre 1971, Claude Bessy est nommée directrice du Ballet de l'Opéra de Paris ad interim pour une saison, mais c'est le 2 octobre 1972 qu'elle laissera une marque indélébile, puisqu'elle est nommée directrice de l'école de danse de l'Opéra de Paris. Elle a obtenu ce poste parce qu’elle est une pédagogue reconnue.Elle est répétitrice dans le cours privé de Serge Peretti (1946-1952).À sa nomination comme grand sujet en 1949, elle assiste Serge Lifar et Jeanne schwarz, lors de nombreux séminaires d'arts et humanités et répétitrice dans la Schola Cantorum de Paris et à l’École normale de musique de Paris (1949-1952) .Elle devient professeur avec sa promotion au grade de première danseuse lors du concours du corps de ballet en 1952 (Schola Cantorum de Paris (1952-2004), École normale de musique de Paris (1952-2004), Conservatoire national supérieur de musique et de danse de Paris (1952-2004), École de danse de l'Opéra national de Paris (1952-2004), Corps du Ballet de l’Opéra de Paris (1956-2004), université Sorbonne-Nouvelle (1960-2004), professeur associé en 1956-2006 (Royal Ballet, "Royal academy of Dance" de Londres, Ballet National de Marseille, Béjart Ballet Lausanne, Ballet de Hambourg, London Festival Ballet, Australian Ballet, Norwegian National Ballet, Ballet de la Scala de Milan, Ballet National de Bucarest) ou professeur invité en 1956-2006 (Royal Ballet School, l'École du Ballet royal de Flandre, l'Institut de Danse de Pékin, l’École de l’Opéra de Varsovie, l'École supérieure de Québec, la Rudra Béjart, la English National Ballet School, l'École royale du Ballet d'Anvers, Académie de danse Fontys). Elle devient professeur au Collège de France (2004-2006) .Elle préside de nombreux jurys de danse (Prix de Lausanne, Prix Benois de la danse, Prix Nijinski, Concours international de ballet de Varna, Concours international d'artistes de ballet de Moscou, Concours international de danse de Nagoya, Concours international de danse de Paris, Concours international de danse d'Osaka).
Parallèlement, elle préside aux destinés de nombreuses institutions (Fondation en faveur de l'art chorégraphique, Association internationale de la danse, Fondation Serge Lifar, Fondation Noureev, Fondation Maurice Béjart, Conseil international de la Danse, FEDORA – The European Circle of Philanthropists of Opera and Ballet, Réseau européen pour la sensibilisation à l'opéra et à la danse, Centre national de la Danse, Cinémathèque de la Danse, Cercle Carpeaux, Association pour le Rayonnement de l’Opéra de Paris, Institut Chorégraphique de l’Opéra, université de la Danse, American Friends of the Paris Opera and Ballet, Association Française des Maitres de Danse Classique, Association pour un Musée de la Danse, Society for Dance Research, Association Internationale Vaslav Nijinsky, Association internationale des amis des Ballets Russes, Festival International de Danse de Paris, Festival de danse de Vaison-la-Romaine, Estivales de Perpignan, Festival de Châteauvallon, Festival du Teatro Nuovo Giovanni da Udine, Festival du Teatro Regio di Parma, Les Nuits de Fourvière (Lyon), Salon de la Danse, Comité Diaghilev, Fondation pour l'Opéra-Comique, Ballet impérial russe, Concours international Maïa,Groupement des Institutions sociales du spectacle , Union des artistes).Elle est présidente du conseil d'administration du  théâtre du Châtelet (1977-2001), du théâtre de la Ville (1977-2001), du théâtre des Champs-Élysées (1977-2001) et du théâtre national de l'Opéra-Comique (1989-2004).
Une fois à ce poste, Claude Bessy permet aux élèves de monter sur scène au moins une fois par an, avec la création des Démonstrations (ou classes sur scène) de l'École de danse et la mise en place d'un spectacle par an, et tous les deux ans à l'Opéra Garnier dont les décors, costumes et chorégraphies sont réalisés par elle-même. À partir de 1981, Claude Bessy emmène les élèves en tournée dans le monde entier, que ce soit au Japon, aux États-Unis, en Égypte ou encore en Grèce, durant lesquelles se font particulièrement remarquer Patrick Dupond et Sylvie Guillem issus des réformes de son enseignement à l'école de danse. Elle a également lancé le projet de déplacer l'École de danse à Nanterre, dans une structure plus adaptée à l'enseignement que ne l'était le vieil Opéra. Désormais, l'école de danse a son siège dans un bâtiment situé à 10 kilomètres à l'ouest du Palais Garnier, qui a été construit par Christian de Portzamparc, architecte et urbaniste français.  Il est inauguré en octobre 1987. 

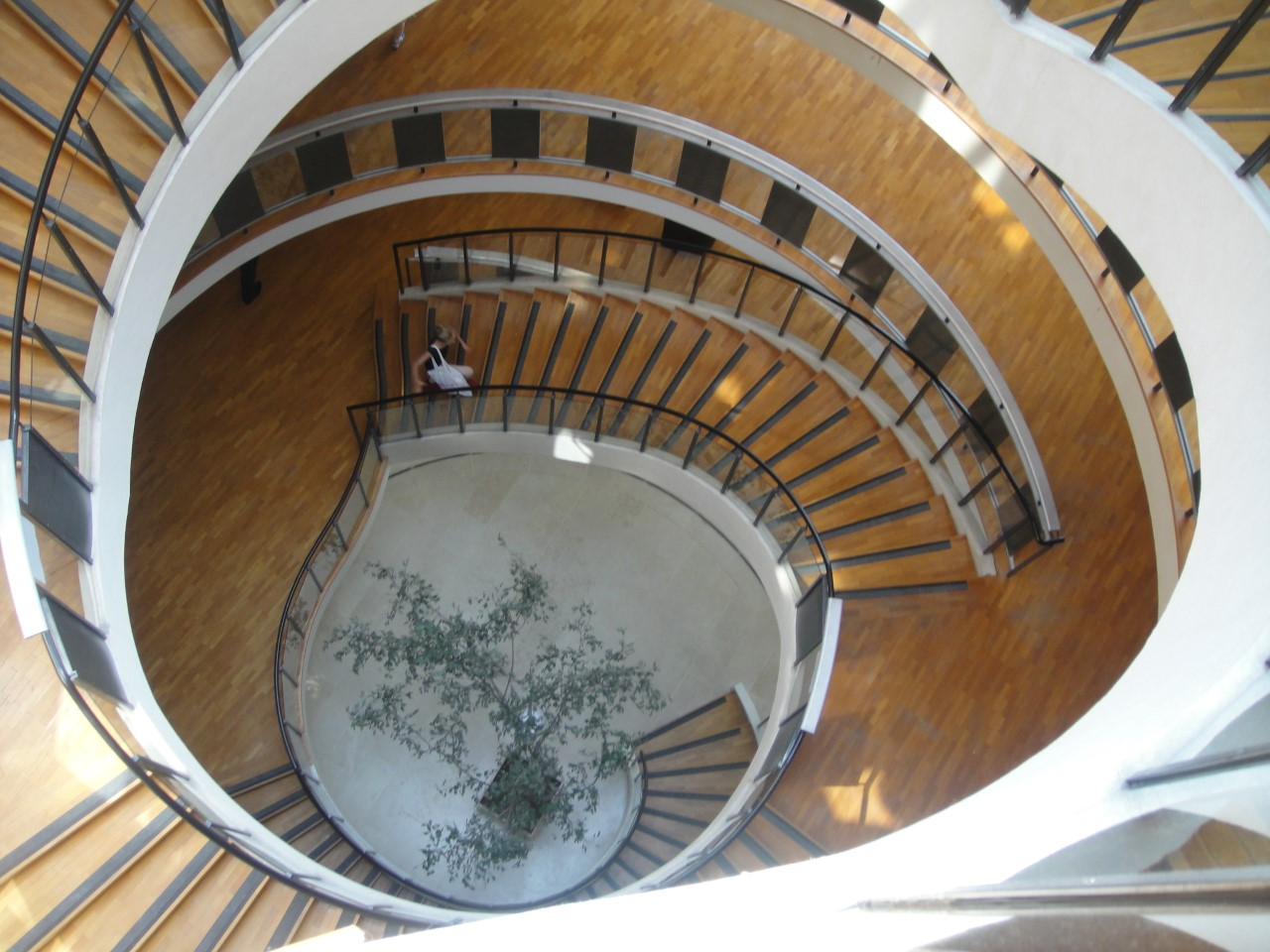
Escalier de l'École de danse de l'opéra de paris

Claude Bessy exerce la fonction de directrice de l'École de danse jusqu'en 2004, date à laquelle Élisabeth Platel la remplace. 
Les deux dernières années de sa direction sont quelque peu entachées par des accusations vis-à-vis de ses méthodes de travail. En 2000, Aurélie Dupont déclarait déjà : « Pendant six années d'école, plus encore que la douleur intense des exercices, ce qui me fait le plus mal, c'est la méchanceté et la froideur des adultes. Nous étions des enfants seuls en internat. Un peu de douceur, de gentillesse, ne nous aurait pas fait moins bien danser ». En 2002, un rapport établi par le cabinet SocialConseil à la demande du CHS de l'Opéra de Paris, accuse les méthodes, « le déni de douleur », des « atteintes à la dignité », une « discipline de terreur psychologique » qui prévalent à l'école. Le rapport est contesté par Hugues R. Gall, qui évoque une « description unilatérale et hypothétique », et juge que « le ton même des citations conduit à s'interroger sur le degré d'objectivité des rédacteurs ». Des témoignages d'anciens élèves, de parents d'élèves ou du personnel évoquent des fractures non soignées, des problèmes d'anorexie, une culture de l'humiliation et de soumission basée sur « la peur constante de se faire renvoyer », des enfants laissés à eux-mêmes sans l'accompagnement de diététicien ou de psychologue. Claude Bessy se défend elle aussi en déclarant : « Moi, j'ai été élevée à la baguette. Aujourd'hui, quand tu fais une connerie, il n'y a plus de sanctions. Moins on travaille, plus on gagne de l'argent. Tout le monde discute. Je n'ai plus rien à voir avec cette société ». Elle a vendu sa collection lors d’une vente aux enchères à l’hôtel Drouot le 13 février 2005.

### Activités hors de l’Opéra de Paris
Elle est élève de Georges Wakhévitch,  Cassandre et de Barbara Karinska.Elle a pour violon d’Ingres le dessin, la peinture, la sculpture, la lithographie et la gravure ayant pour sujet la Danse (certaines œuvres sont exposées au Musée de la Danse de Saint-Petersbourg, Département des Arts du spectacle de la Bibliothèque nationale de France, Bibliothèque-Musée de l’Opéra de Paris, Musée de l’Opéra de Vichy, Fondation Bettencourt-Schueller de Neuilly-sur-Seine). Elle est auteur de costumes de scènes et de décors pour des ballets (Ballet du Théâtre Mariinsky, American Ballet Theatre, New York City Ballet, Béjart Ballet Lausanne, Royal Ballet, La Scala, Australian Ballet, Ballet de Tokyo, Ballet de l'Opéra de Vienne, Jeune Ballet de France). Elle est la créatrice de modèles de ballerine, collant de danse, demi-pointes, jupette, justaucorps, maillot de corps, pointes et tutu qui sont commercialisés par les marques Bloch, Capezio ou Repetto. Elle est Presidente du conseil de surveillance de la société Bloch (2004-2018), présidente du conseil d’administration de la société Capezio (2004-2018), et vice-présidente de la société Repetto (2004-2018),Elle est conseillère de paris élue du 9e arrondissement de Paris entre 1971 et 2001, adjointe au maire du 9e arrondissement de Paris chargé de l’éducation et de la culture de 1983 à 2001 auprès du maire RPR Gabriel Kaspereit, puis conseillère d’arrondissement du 9e arrondissement de Paris de 2001 à 2008.Elle est élue membre de l'Académie bavaroise des beaux-arts le 27 février 1991.Elle est élue membre de l'Académie des arts de Berlin le 12 février 1992.Elle est élue membre d'honneur de l'Académie des beaux-arts russe le 1er juin 1994.Elle est élue membre de l'Académie royale des sciences, des lettres et des beaux-arts de Belgique le 8 juin 1998.Le 29 mars 2000, Claude Bessy est battue par François-Bernard Michel lors de l'élection  à l'Académie des beaux-arts dans la section des membres libres au fauteuil numéro XIII, créé par décret en 1998.

### Vie privée
À l’état civil, elle se nomme Claude Jeanne Andrée Durand dite Bessy. Elle épouse en 1996 Serge Golovine, qui décédera deux ans plus tard.

## Créations et interprétations
- Jeux d'enfants chorégraphie d’Albert Aveline, Opéra de Paris, 1942
- Suite de danses, chorégraphie d'Ivan Clustine, Opéra de Paris, 1942
- Elvire, chorégraphie d'Albert Aveline, opéra de Paris,1942
- Les Animaux modèles, chorégraphie de Serge Lifar, Opéra de Paris,1942
- Le Festin de l’araignée, chorégraphie d'Albert Aveline, opéra de paris,1943
- Soir de fête, chorégraphie de Léo Staats, opéra de paris, 1943
- Nocturne de Chopin, Symphonie printanière, Course au Soleil, Petits, Paul et Virginie, chorégraphie de Serge Lifar, Salle Pleyel,1943
- Le Défilé, chorégraphie de Léo Staats, opéra de Paris,1943
- Entre deux rondes, chorégraphie de Serge Lifar, Opéra de paris, 1944
- Le Chevalier et la Demoiselle, chorégraphie de Serge Lifar, Opéra de paris,1944
- Alceste, chorégraphie d'Albert Aveline, opéra de paris, 1944
- Aïda, chorégraphie d'Albert Aveline, opéra de paris, 1944
- Roméo et Juliette, chorégraphie de Serge Lifar, Opéra de Paris, 1945
- L'Appel de la montagne, chorégraphie de Serge Peretti, Opéra de Paris,1945
- Le Pavillon d'Armide, chorégraphie de Bronislava Nijinska, Opéra de Paris, 1945
- Les Danses polovtsiennes du prince Igor, chorégraphie de Bronislava Nijinska, Opéra de Paris, 1945
- Le Festin, chorégraphie de Bronislava Nijinska, Opéra de Paris, 1945
- Carnaval, chorégraphie de Bronislava Nijinska, Opéra de paris, 1945
- Narcisse, chorégraphie de Bronislava Nijinska, Opéra de Paris, 1945
- Le Dieu bleu, chorégraphie de Bronislava Nijinska, Opéra de Paris, 1945
- Tammar, chorégraphie de Bronislava Nijinska, Opéra de Paris, 1946
- La Khovanchtchina, chorégraphie de Bronislava Nijinska, Opéra de Paris, 1946
- La Tragédie de Salomé, chorégraphie de Bronislava Nijinska, Opéra de Paris, 1946
- Le Coq d’or, chorégraphie de Bronislava Nijinska, Opéra de Paris, 1946
- La Légende de Joseph, chorégraphie de Bronislava Nijinska, Opéra de Paris, 1946
- Midas, chorégraphie de Bronislava Nijinska, Opéra de Paris, 1946
- Papillons, chorégraphie de Bronislava Nijinska, Opéra de Paris, 1946
- Sérénade, chorégraphie de George Balanchine, premier rôle de soliste de Claude Bessy, Opéra de Paris, 1947
- Le Baiser de la fée, chorégraphie de George Balanchine, Opéra de Paris,1947
- La Somnambule, chorégraphie de George Balanchine, Opéra de Paris,1947
- Western symphonie, chorégraphie de George Balanchine, Opéra de Paris,1947
- Palais de cristal, chorégraphie de George Balanchine, Opéra de Paris,1947
- Le Pas d’acier, chorégraphie de Serge Lifar, opéra de paris, 1947
- Mirages, chorégraphie de Serge Lifar, Opéra de Paris, 1947
- Zadig, chorégraphie de Serge Lifar, Opéra de Paris, 1948
- Lucifer, chorégraphie de Serge Lifar, Opéra de Paris, 1948
- Une nuit sur le mont Chauve, chorégraphie de Bronislava Nijinska, Opéra de Paris, 1948
- Le Train bleu, chorégraphie de Bronislava Nijinska, opéra de Paris, 1948
- Les Fâcheux, chorégraphie de Bronislava Nijinska, Opéra de Paris, 1948
- Les Biches, chorégraphie de Bronislava Nijinska, Opéra de Paris, 1948
- L’Après-midi d’un faune, chorégraphie de Serge Lifar, Opéra de Paris, 1949
- Divertissement, chorégraphie de Serge Lifar, Opéra de Paris, 1949
- Le Défilé, chorégraphie de Serge Lifar, Opéra de Paris, 1949
- Endymion, chorégraphie de Serge Lifar, Opéra de Paris, 1949
- Les Noces, chorégraphie de Bronislava Nijinska, Opéra de Paris, 1949
- Mavra, chorégraphie de Bronislava Nijinska, Opéra de Paris, 1949
- Renard, chorégraphie de Bronislava Nijinska, Opéra de Paris, 1949
- Septuor, chorégraphie de Serge Lifar, Opéra de Paris, 1950
- Le Chevalier errant, chorégraphie de Serge Lifar, Opéra de Paris, 1950
- Dramma per musica, chorégraphie de Serge Lifar, Opéra de Paris, 1950
- Phèdre, chorégraphie de Serge Lifar, opéra de Paris, 1950
- Sylvia, chorégraphie de Serge Lifar, Opéra de Paris, 1951
- Les Contes russes, chorégraphie de Léonide Massine, Opéra de Paris, 1951
- Soleil de nuit, chorégraphie de Léonide Massine, Opéra de Paris, 1951
- Las Meninas, chorégraphie de Léonide Massine, Opéra de Paris,1951
- Blanche-Neige, chorégraphie de Serge Lifar, Opéra de Paris, 1951
- Les Caprices de Cupidon, chorégraphie de Harald Lander, Opéra de Paris, 1952
- Les Fourberies, chorégraphie de Serge Lifar, opéra de Paris, 1952
- Les Deux Pigeons, Opéra de Paris, 1952
- Les Indes galantes de Jean-Philippe Rameau, chorégraphies d'Aveline, Lifar, Lander, Opéra de Paris, 1952
- Trésor et Magie, chorégraphie de Serge Lifar, Opéra de Paris, 1952
- Études, chorégraphie de Harald Lander, Opéra de Paris, 1952
- Cinéma, chorégraphie de Serge Lifar, Opéra de Paris, 1953
- Hop Frog, chorégraphie de Harald Lander, Opéra de Paris, 1953
- Parade, chorégraphie de Léonide Massine, Opéra de Paris, 1953
- Le donne de buon impression, chorégraphie de Léonide Massine, Opéra de Paris, 1953
- Divertimento, chorégraphie de Léonide Massine, casino d’Enghein, 1954
- Printemps à vienne, chorégraphie de Harald Lander, Opéra de Paris, 1954
- L’Âme de la danse, chorégraphie de Serge Lifar, salle Pleyel, 1955
- Noces fantastiques, chorégraphie de Serge Lifar, Opéra de Paris, 1955
- La Belle Hélène, chorégraphie de John Cranko, Opéra de Paris, 1955
- La Tempête, Chorégraphie de Serge Lifar, Festival de Nantes, théâtre Graslin, 1955
- Faust de Charles Gounod, chorégraphie d'Albert Aveline, Opéra de Paris, 1956
- Cléopâtre, chorégraphie de Léonide Massine, Opéra de Paris, 1956
- Le Tricorne, chorégraphie de Léonide Massine, Opéra de paris, 1956
- La Boutique fantasque, chorégraphie de Léonide Massine, Opéra de Paris, 1956
- Pulcinella, chorégraphie de Léonide Massine, Opéra de Paris, 1956
- Le Chant du rossignol, chorégraphie de Léonide Massine, Opéra de Paris,1956
- La Symphonie fantastique, chorégraphie de Léonide Massine, Opéra de Paris, 1957
- Variations, chorégraphie de Serge Lifar, Opéra de Paris,1957
- Terrain vague, chorégraphie de Françoise Adret, Palais de Chaillot, 1957
- Chemin de lumière, chorégraphie de Serge Lifar, Opéra de Paris, 1957
- Idylle et Jeux, chorégraphie de Serge Lifar, Le Mans, 1957
- Le Martyre de Saint-Sébastien, chorégraphie de Paul Goubé, Opéra de Paris, 1957
- Toi et Moi, chorégraphie de Serge Lifar, Opéra de Monte-Carlo, 1957
- Annabel Lee, chorégraphie de George Skibine, Opéra de Paris, 1958
- Le Bel Indifférent, chorégraphie de Serge Lifar, Opéra-Comique, 1958
- Nauteos, chorégraphie de Serge Lifar, ballet de l’Opéra de Paris, Moscou, 1958
- Hélène de Troie, chorégraphie de David Lichine, Metropolitan Opera, New York, 1958
- L'Atlantide, chorégraphies de Serge Lifar et de George Skibine, Opéra de Paris, 1958
- La Dame à la licorne, chorégraphie de Heinz Rosen, Opéra de Paris,1959
- Le Feu aux  poudres, chorégraphie de George Skibine, Opéra de Paris, 1959
- Daphnis et Chloé, chorégraphie de George Skibine, Opéra de Paris,1959
- Les Amants de Teruel, chorégraphie de George Skibine, Opéra de Paris, 1959
- Orphée, chorégraphie de Peter Van Dijk, Opéra-Comique,1959
- Sylphides, chorégraphie de Michel Fokine, Opéra de Paris,1959
- Studio 60, chorégraphie de Claude Bessy, Opéra-Comique,1960
- Pas et Lignes, chorégraphie de Serge Lifar, Opéra de Paris,1960
- Combat, chorégraphie de William Dollar, Opéra-Comique, 1960
- La Dame aux camélias, chorégraphie de Tatjana Gsovsky, Opéra de Paris, 1960
- Miss Julie, chorégraphie de Lucia Chase, Metropolitan Opera, 1960
- Pas de dieux, chorégraphie de Gene Kelly, Opéra de Paris, 1960
- La Belle de Paris, texte de Louis Ducreux, musique de Georges Van Parys, mise en scène de Jean-Jacques Etcheverry, avec Jacques Chazot, Opéra-Comique, 1961
- Suite en blanc, chorégraphie de Serge Lifar, Opéra de Paris, 1961
- Le Combat de Tancrède, chorégraphie de Janine Charrat, Festival d'Aix-en-Provence,1961
- Ode, chorégraphie de Léonide Massine, Opéra de Paris, 1961
- Zéphyr et Flore, chorégraphie de Léonide Massine, Opéra de Paris, 1961
- Les Matelots, chorégraphie de Léonide Massine, opéra de paris, 1961
- Symphonie concertante, chorégraphie de Michel Descombey, Opéra de Paris, 1962
- Salade, chorégraphie de Serge Lifar, Opéra de Paris, 1962
- Icare, chorégraphie de Serge Lifar, Opéra de Paris, 1962
- Gala, chorégraphie de Roland Petit, Opéra de Paris, 1962
- Entrelacs, chorégraphie d’Attilio Labis, Salle Pleyel, 1963
- Flash Ballet, chorégraphie de Claude Bessy, Jacob’s Pillow Dance Festival, 1963
- Fête paysanne, chorégraphie de Peter Van Dijk, Jacob’s Pillow Dance Festival, 1963
- Giselle, chorégraphie de Peter Van Dijk, Jacob’s Pillow Dance Festival, 1963
- La Polka, chorégraphie de Peter Van Dijk, Jacob’s Pillow Dance Festival, 1963
- Petrouchka, chorégraphie de Peter Van Dijk, Jacob’s Pillow Dance Festival, 1963
- Reflets, chorégraphie de Michel Rayne, Opéra-Comique, 1963
- Concerto barrocco, chorégraphie de George Balanchine, Opéra de Paris, 1963
- Symphonie écossaise, chorégraphie de George Balanchine, opéra de Paris, 1963
- Les Quatre Tempéraments, chorégraphie de George Balanchine, Opéra de Paris, 1963
- La Bourrée fantasque, chorégraphie de George Balanchine, Opéra de Paris, 1963
- Les Paladins, chorégraphie de Michel Descombey, festival du marais, 1964
- Sarracenia, chorégraphie de Michel Descombey, Opéra de Paris, 1964
- La Damnation de Faust, chorégraphie de Maurice Béjart, Opéra de Paris, 1964
- Play Bach, chorégraphie de Claude Bessy, Opéra-Comique, 1964
- Le Prisonnier du Caucase, chorégraphie de George Skibine, opéra de paris, 1965
- Renard, chorégraphie de Maurice Béjart, Opéra de Paris, 1965
- Noces, chorégraphie de Maurice Béjart, Opéra de Paris, 1965
- Le Sacré du printemps, chorégraphie de Maurice Béjart, Opéra de Paris, 1965
- Casse-noisette, chorégraphie de Michel Rayne, Opéra-Comique, 1965
- Notre-Dame de Paris, chorégraphie de Roland Petit, Opéra de Paris, 1965
- Dom Quichotte, chorégraphie de Michel Rayne , Opéra de Paris, 1965
- Grand Pas classique, chorégraphie de Michel Rayne, opéra de paris, 1965
- Les Forains, chorégraphie de Michel Rayne, Opéra de Paris, 1965
- Clairière, chorégraphie de Michel Rayne, Opéra de Paris, 1965
- Les Fourmis, chorégraphie de Claude Bessy, Opéra-Comique, 1966
- Excelsior, chorégraphie de Michel Descombey, Opéra de Paris, 1966
- Coppélia, chorégraphie de Michel Descombey, Opéra de Paris, 1966
- Les Présages, chorégraphie de Léonide Massine, opéra de Paris, 1967
- Les Dryades, chorégraphie de Léonide Massine, Opéra de Paris, 1967
- La Mer, chorégraphie de David Lichine, Opéra-Comique, 1967
- Jeu de cartes, chorégraphie de Janine Charrat, opéra de Paris,1967
- La Bayadère, chorégraphie de George Balanchine, Festival d’Avignon, 1967
- Turangalîla, chorégraphie de Roland Petit, Opéra de Paris, 1968
- Hommage à Sidney Bechet, chorégraphie de Claude Bessy, Opéra de Paris, 1968
- Batucada, chorégraphie de Claude Bessy, Opéra de Paris, 1968
- Les Bandars-logs, chorégraphie de Georges Skibine, Opéra-Comique,1969
- Arcades, chorégraphie de Serge Lifar, Opéra de Paris, 1969
- Campus, chorégraphie de Max Bozzoni, théâtre de la Commune d'Aubervilliers, 1969
- Le Lac des cygnes, chorégraphie de Serge Lifar, Opéra de Paris transféré au Palais des Sports, 1969
- Istar, chorégraphie de Serge Lifar, Opéra de Paris transféré au Palais des Sports, 1969
- Dessin pour six, chorégraphie de John Taras, Opéra de Paris,1970
- Boléro, chorégraphie de Maurice Béjart, Opéra de Paris au Palais des Sports pendant les travaux, 1970
- M pour B, chorégraphie de Maurice Béjart, Opéra de Paris,1970
- Sept danses grecques, chorégraphie de Maurice Béjart, Opéra de Paris,1970
- Sonatine, chorégraphie de George Balanchine, Opéra de Paris, 1970
- Tzigane, chorégraphie de George Balanchine, Opéra de paris, 1970
- Le Tombeau, chorégraphie de George Balanchine, Opéra de Paris, 1970
- Pavane, chorégraphie de George Balanchine, Opéra de Paris, 1970
- Gaspard de la nuit, chorégraphie de George Balanchine, Opéra de Paris,1971
- Rapsodie espagnole, chorégraphie de George Balanchine, Opéra de Paris, 1971
- Aor, chorégraphie de Norbert Schmucki, Opéra de Paris, 1971
- Psychose, chorégraphie de Claude Bessy, Opéra-Comique, 1971
- Formes, chorégraphie de Roland Petit, Opéra de Paris, 1971
- Cantadagio, chorégraphie de Joseph Lazzini, Opéra de Paris, 1972
- Jewels, chorégraphie de George Balanchine, Opéra de Paris, 1972
- La Source, chorégraphie de George Balanchine, Opéra de Paris, 1972
- The Night Shadow', chorégraphie de George Balanchine, Opéra de Paris, 1973
- Raymonda, chorégraphie de George Balanchine, Opéra de Paris, 1973
- La Sonnambula, chorégraphie de George Balanchine, 1973
- La Belle au bois dormant, chorégraphie de George Balanchine, Opéra de Paris, 1973
- Le Bal des cadets, chorégraphie de David Lichine, Opéra de Paris,1973
- Barabau, chorégraphie de George Balanchine, Opéra de Paris, 1974
- Jack in the box, chorégraphie de George Balanchine, Opéra de paris, 1974
- Pastorale, chorégraphie de George Balanchine, Opéra de Paris, 1974
- La Chatte, chorégraphie de George Balanchine, Opéra de Paris, 1974
- Apollon musagète, chorégraphie de George Balanchine, Opéra de Paris, 1975
- Dance Madness, chorégraphie de Léone Mail, Opéra de paris, 1975
- Suite Kyllian, chorégraphie de Jiry Kilian, opéra de paris,1975
- Yondering, chorégraphie de John Neumeier, opéra de Paris,1975
- Ballet moderne, chorégraphie de Joseph Russillo, opéra de Paris,1975
- Les Deux Mendiants, chorégraphie de George Balanchine, Opéra de Paris, 1975
- Le Bal, chorégraphie de George Balanchine, Opéra de Paris, 1975
- Le Fils prodigue, chorégraphie de George Balanchine, Opéra de Paris, 1975
- La Fille mal gardée, Opéra de Paris, 1993
- Le Concours, chorégraphie de Maurice Béjart, Opéra de Paris, 1999

## Filmographie
- 1948 : Les Chaussons rouges de Michael Powell et Emeric Pressburger
- 1950 : Dream Ballerina de Ludwig Berger
- 1951 : Les Contes d'Hoffmann de Michael Powell et Emeric Pressburger
- 1951 : La Mystérieuse Fatima de Jean Benoît-Lévy
- 1951 : Quartetto de Jean Benoît-Lévy
- 1951 : Sous les ponts de Jean Benoît-Lévy
- 1952 : Le Poignard de Jean Benoît-Lévy
- 1952 : Le Congrès de la danse de Jean Benoît-Lévy
- 1952 : La Jeune fille aux allumettes de Jean Benoît-Lévy
- 1952 : Deux Maîtres pour un valet de Jean Benoît-Lévy
- 1952 : Agence matrimoniale de Jean Benoît-Lévy
- 1953 : Invitation à la danse de Gene Kelly
- 1954 : The Glass Slipper de Charles Walters
- 1954 : L'Invitation à la danse avec Gene Kelly
- 1956 : L'Homme et l'Enfant
- 1956 : Joie de vivre de Serge Lifar
- 1956 : La Fille de l'ambassadeur de Norman Krasna
- 1957 : Une nuit aux Baléares de Paul Mesnier
- 1958 : Vive les vacances de Jean-Marc Thibault
- 1959 : Lune de miel de Michael Powell
- 1959 : Gene Kelly Show de Fred Preffdurger
- 1960 : Le Spectre de la danse de Dominique Delouche
- 1960 : Les Collants noirs de Terence Young
- 1960 : Ma mère l'Oye de François Chatel
- 1961 : On vous écrira de François Chatel
- 1962 : Passe-Temps de François Chatel
- 1962 : Petit Jour de Jacques Pierre
- 1963 : L'Adage de Dominique delouche
- 1963 : Invitation à la danse émission de Robert Favre Le Bret
- 1965 : Le Miroir à trois faces : La Vie de bohème (d'Henry Murger), émission télévisée d'Aimée Mortimer réalisée par Maurice Cazeneuve – Musette
- 1966 : L'Âge heureux (série télévisée) de Philippe Agostini comme chorégraphe
- 1966 : À vous, Claude Bessy émission de Aimée Mortimer
- 1968 : Signée Claude Bessy émission de Aimée Mortimer
- 1969 : Le Trésor des Hollandais (série télévisée) de Philippe Agostini
- 1973 : Au théâtre ce soir – Maître Bolbec et son mari de Georges Berr et Louis Verneuil, mise en scène Robert Manuel, réalisation Georges Folgoas, théâtre Marigny
- 1973 : Bienvenue à la danse de Guy Béart
- 1975 : L'Âge en fleur (série télévisée) de Philippe Agostini comme chorégraphe
- 1981 : Nana (série télévisée) de Maurice Cazeneuve comme chorégraphe
- 1982 : Aurore de Dominique Delouche
- 1982 : Pas à pas de Dominique Delouche
- 1982 : Petrouchka, journal d'un chorégraphie de Dominique Delouche
- 1982 : Le Bourgeois gentilhomme de Roger Coggio comme chorégraphe
- 1983 : Le Cygne de Dominique Delouche
- 1984 : Autour de la Sylphide de Dominique Delouche
- 1985 : Leçon de ténèbres de Dominique Delouche
- 1986 : Comedia dell'arte : Arlequin, magicien par amour de Dominique Delouche
- 1987 : Hommage à Serge Lifar de Dominique Delouche
- 1987 : Le Grand Échiquier de Jacques Chancel
- 1988 : Yvette Chauviré, une étoile pour l'exemple de Dominique Delouche
- 1989 : Les Enfants de la Danse (documentaire en quatre parties) de Dirk Sanders
- 1989 : La Fille mal gardée de Dominique Delouche
- 1989 : Katia et Volodia de Dominique Delouche
- 1991 : Lueur d'étoile de Dominique Delouche
- 1993 : Comme les oiseaux... de Dominique Delouche
- 1996 : Les Cahiers retrouvés de Nina Vyroubova de Dominique Delouche
- 1997 : Serge Peretti, le dernier italien de Dominique Delouche
- 2000 : Maïa de Dominique Delouche
- 2001 : Alicia Markova, la légende de Domunique Delouche
- 2001 : Violette et Mister B de Dominique Delouche
- 2001 : Tout près des étoiles (documentaire) de Nils Tavernier
- 2003 : Mademoiselle Bessy ou la Force d’un destin (documentaire) de Nicolas Ribowski
- 2005 : Serge Lifar musagète de Dominique Delouche
- 2010 : Aurélie Dupont, l'espace d'un instant de Cédric Klapisch
- 2011 : Balanchine in Paris de Dominique Delouche
- 2013 : Graines d'étoiles, série documentaire de Françoise Marie
- 2017 : Le Style français. Hommage à Gilbert Mayer

## Publications
- Danseuse étoile, Paris, éditions Hachette, 1961  (ISBN 978-2-01-003002-4).
- Cyril Atanassoff, Paris, éditions Fayard, 1979  (ISBN 978-2-213-00814-1).
- La Danse et l'Enfant. L'École de danse de l'Opéra de Paris, Paris, Opéra de Paris, 1981  (ISBN 978-2-01-008136-1).
- La Danse pour passion, Paris, éditions Jean-Claude Lattès, 2004  (ISBN 978-2-7096-2359-9).
- Leçon de danse, Paris, Hors Collection, 2014, 137 p.  (ISBN 978-2-258-11386-2).
- Les Grands Ballets classiques, Paris, Hors Collection, 2009, 109 p.  (ISBN 978-2-258-07839-0).

## Prix et distinctions
Au cours de sa carrière Claude Bessy a reçu de très nombreux prix et distinctions,,.

### Prix[4]
- 1952 : Prix au Festival d'Aix-en-Provence pour Trésor et Magie
- 1954 : Prix au Festival international de la Danse d’Aix-les-Bains pour Pas et lignes
- 1955 : Prix au Festival de Nantes pour La Tempête
- 1956 : Prix au London Festival Ballet pour Cléopâtre
- 1957 : Festival des Films de Danse : Meilleure interprétation pour Invitation à la danse de Gene Kelly
- 1957 : Grand prix d'interprétation féminine (États-unis) pour  Invitation à la danse de Gene Kelly
- 1958 : Médaille d'or du Concours international de danse de Nagoya
- 1959 : Prix Andersen de meilleure danseuse
- 1960 : Chausson d’or
- 1961 : Prix au Festival d’Aix-en-Provence pour le Combat de Tancrède
- 1961 : Grand Prix Pavlova de la Danse du Ministère de la culture
- 1962 : Grand prix de la Danse (Amérique du Sud) pour Symphonie Concertante
- 1963 : Prix du Jacob’s Pillow Dance Festival pour Combat
- 1964 : Prix au Festival du Marais pour les Paladins
- 1964 : American Dance Festival Award pour Flash Ballet
- 1965 : Oscar de la popularité pour la danse (Italie)
- 1966 : Médaille d’or de la compétition adulte  au concours international de danse de Varna
- 1967 : Médaille d'or de la compétition adulte  du Concours international de danse d'Osaka
- 1968 : Grand Prix de la Ville de Paris
- 1969 : Concours international d’artistes de ballet de Moscou (médaille d'or de la compétition adulte)
- 1969 : Prix Nijinski
- 1970 : Festival de Monte-Carlo : Meilleure interprète féminine pour le Trésor des Hollandais
- 1971 : Médaille de vermeil de la Société d'encouragement au progrès
- 1972 : Médaille d'or du prix Leonardo da Vinci
- 1972 : Masque d’Or du meilleur spectacle chorégraphique pour psychose
- 1973 : Capezio Dance Award
- 1973 : Gente Dame d'Honneur des Hospitaliers de Pomerol
- 1974 : Prix SACD de la danse
- 1975 : Prix d'honneur du GEMAIL, âme de la Lumière
- 1976 : Prix Osimodanza, Italie pour l’ensemble de sa carrière
- 1977 : Grand Prix national de la danse
- 1978 : Prix Vignale Danza en Italie pour l’ensemmble de sa carrière
- 1979 : Prix Joost van den Vondel
- 1980 : Fringe First Award
- 1980 : Total Theatre Award
- 1980 : Barclay Theatre Award
- 1981 : Médaille d'or du mérite des beaux-arts
- 1982 : Prix du Cercle Carpeaux pour l’ensemble de sa carrière
- 1983 : grand prix national de la danse en Espagne
- 1984 : Lion d'or d'honneur de la Biennale de Venise pour l'ensemble de sa carrière
- 1985 : Médaille d'or du Gran Teatro de La Havane
- 1985 : Praemium Imperiale
- 1986 : South Bank Sky Arts Award - Lifetime Outstanding Achievement
- 1986 : Laurence Olivier Awards « Society Special Award »
- 1987 : Prix de danse du théâtre de Bavière pour l’ensemble de sa carrière
- 1988 : Prix de la danse allemand (Deutscher Tanzpreis)
- 1989 : prix Danza Valencia pour l’ensemble de sa carrière
- 1990 : Prix d'État de l'URSS
- 1990 : Prix Diaghilev
- 1991 : prix Danza & Danza pour l’ensemble de sa carrière
- 1991 : Prix Frédéric-Chopin pour l’ensemble de sa carrière
- 1992 : Médaille Pablo Picasso de l'UNESCO
- 1992 : Prix  Érasme
- 1993 : Trophée Femme en or d’Honneur
- 1993 : Prix Princess Grace Foundation-USA pour l’ense de sa carrière
- 1994 : Prix de Lausanne pour « l'ensemble de son œuvre »
- 1994 : Prix Montaigne
- 1995 : Médaille d'Or du Círculo de Bellas Artes
- 1995 : Prix Kairos
- 1996 : Prix Benois de la danse pour l’ensemble de la carrière
- 1996 : Médaille de l'UNESCO « Cinq Continents »
- 1997 : Prix décerné par Dance Magazine
- 1997 : National Dance Awards pour l’ensemble de sa carrière
- 1998 : Prix « Triumph » de la Russie Indépendante
- 1998 : Prix international Ariston-Proballet pour la danse et l’art
- 1999 : Prix Irène Lidova à la carrière
- 1999 : United Humans Award
- 2000 : Bessie Awards pour l’ensemble de sa carrière
- 2000 : Prix de Kyoto
- 2001 : CORPS Award
- 2001 : médaille Beaumarchais de la SACD
- 2002 : Prix Léonide Massine pour l’ensemble de sa carrière
- 2003 : American Dance Festival Award pour l'ensemble de sa carrière
- 2003 : prix Grand Siècle Laurent-Perrier
- 2004 : South Bank Sky Arts Award - Lifetime Outstanding Achievement
- 2005 : Prix Ludmilla-Tchérina

### Docteur honoris causa ès arts des universités et diplôme d’honneur d’autres écoles[4],[28]
- Shenandoah University - Shenandoah conservatory (1985)
- Université de Milwaukee (1987)
- Université de l'Indiana à Bloomington (1991),
- Université de Princeton (1992)
- Université Columbia (1994)
- Institut Weizmann (1995)
- Université hébraïque de Jérusalem (1996)
- New York University (1998)
- Monclair State University (2000)
- École Mudra (1977)
- Royal Ballet School (1983)
- École du Ballet royal de Flandre (1984)
- École de ballet du Teatro Colón (1985)
- École de ballet de La Scala (1987)
- English National Ballet School (1988)
- San Francisco Ballet School (1989)
- École de l’Opéra de Varsovie (1990)
- École chorégraphique d'État de Perm (1991)
- membre de l'Académie bavaroise des beaux-arts le 27 février 1991
- membre de l'Académie des arts de Berlin le 12 février 1992
- Institut de Danse de Pékin (1992)
- citoyenneté d'honneur de la ville de Bruxelles (1993)
- membre d'honneur de l'Académie des beaux-arts russe le 1 juin 1994
- Juilliard School (1994)
- School of American Ballet (1995)
- Studio Maestro (1996)
- Bourgeoisie d'honneur de la ville de Genève (1997)
- École-atelier Rudra (1998)
- membre de l'Académie royale des sciences, des lettres et des beaux-arts de Belgique le 8 juin 1998
- Académie chorégraphique d’État de Moscou (1999)
- Université Lomonossov (2000)
- École supérieure de danse de Cannes Rosella Hightower (2001)
- Bourgeoisie d'honneur de la ville de Lausanne (2002)
- École nationale de Danse de Marseille (2004)
- École supérieure de ballet du Québec (2005)

### Décorations

#### Françaises[4]
- Grand-croix de l'ordre national du Mérite (2009, Grand officier en 2004)[31]. Les insignes de grand-croix lui seront remise en main propre par le ministre de la Culture, Frédéric Mitterrand[32].
- Grand officier de la Légion d'honneur (2016, commandeur en 1997[33], officier en 1988[34], chevalier remis par Maurice Lehmann le 14 mai 1973).
- Commandeur de l'ordre des Arts et des Lettres remise le 19 janvier 1998 par Catherine Trautman ministre de la culture
- Commandeur de l ’Ordre des Palmes académiques (2002, officier en 1993, chevalier en 1983)
- Médaille de la jeunesse, des sports et de l'engagement associatif en 1989
- Grande médaille de vermeil de la ville de Paris remise par Jacques Chirac, maire de Paris en 1993
- Grande Médaille d'Honneur de la ville de Honfleur en 1988

#### Étrangères[4],[28]
- Grand-croix 1re classe de l'ordre du Mérite de la République fédérale d'Allemagne (Großkreuz) en 2012
- Grand-croix classe spéciale (Sonderstufe des Großkreuzes) de l’ordre du mérite de Bavière (Allemagne) en 2009
- Grand-croix de l’ordre du Libérateur San Martín (Argentine) en 2011
- Compagnon de l'ordre de l'Australie en 1999
- Grande étoile de l’ordre du Mérite (Autriche) en 2011
- Collier de l’ordre de Charlemagne (Andorre) en 2007
- Ordre Francysk Skaryna de Biélorussie en 1997
- Insigne du mérite du ministère de la Culture de la république du Bélarus en 1997
- Grand officier de l’ordre de Léopold (Belgique) en 2008
- Grand-croix de l’ordre de la Couronne (Belgique) en 2007
- Grand-croix de l’ordre de Léopold II en 2001
- Grand officier  de l’ordre national de la Croix du Sud (Brésil) en 2007
- Chevalier de l’ordre de la Bravoure (Bulgarie) en 2003
- Grand-croix de l’ordre royal du Cambodge en 2007
- Officier de l’ordre du Canada en 2004
- Grand-croix de l’ordre du Mérite du Chili en 2011
- Grand ordre du roi Tomislav (Croatie) en 2003
- Grand-croix de l'ordre de Dannebrog ( Danemark) en 2010
- Grand cordon de l’ordre du Nil (Égypte) en 2009
- Grand cordon de l’ordre de la république (Égypte) en 2005
- Grand-croix de l’ordre du mérite (Égypte) en 2001
- Grand-croix de l’ordre d’Isabelle la Catholique ( Espagne) en 2012
- Grand-croix de l’ordre d'Alphonse X le Sage (Espagne) en 2000
- Commandeur de l’ordre civil d'Alphonse XII en 1988
- Ordre de l'Étoile blanche d’Estonie en 1995
- Grand-croix de commandeur de l’ordre de la Rose blanche (Finlande) en 2009
- Commandeur grand-croix de l’ordre du Lion de Finlande en 2004
- Commandeur de l’ordre du sauveur (Grèce) en 2007
- Grand-croix  de l’ordre de l'Honneur (Grèce) en 2006
- Grand-croix de l’ordre du Phénix (Grèce) en 2004
- Chevalier de la grand-croix de l’ordre de l'Étoile d'Italie en 2003
- Chevalier grand-croix au grand cordon de l’ordre du Mérite de la République italienne en 2011
- Grand-croix avec étoile  de l’ordre du Faucon (Islande) en 2010
- Ordre du Soleil levant avec des fleurs de Paulownia  (Japon) en 2010
- Première classe de l’ordre de la Couronne précieuse (Japon) en 2007
- Première classe de l’ordre du Trésor sacré (Japon) en 2002
- Médaille au ruban pourpre (Japon) en 1973
- Ordre des Trois Étoiles ( Lettonie) en 2004
- Grand-croix de l’ordre national du Cèdre (Liban) en 2008
- Grand-croix de l’ordre du Mérite du Liechtenstein en 2009
- Grand-croix de l’ordre de la Couronne de chêne ( Luxembourg) en 2000
- Ordre du Lion d'or de la maison de Nassau (Luxembourg et Pays-Bas) en 2003
- Grand-croix de l’ordre d'Adolphe-de-Nassau (Luxembourg) en 1998
- Grand-croix de l’ordre de Mérite du Grand-Duché de Luxembourg en 1996
- Grand officier  de l'ordre de Saint Charles (Monaco) en 2009
- Commandeur de l'ordre du Mérite culturel de la principauté de Monaco en 1990
- Grand-croix de l’ordre de Grimaldi (Monaco) en 2005
- Grand-croix de l’ordre de la Couronne (Monaco) en 2002
- Grand-croix  de l’ordre de Saint-Olaf (Norvège) en 2011
- Grand-croix de l'ordre royal norvégien du Mérite en 2004
- Grand-croix pro Merito Melitensi (classe spéciale) (ordre souverain de Malte) en 2000
- Grand officier de l’ordre du Lion néerlandais en 2007
- Grand-croix  de l’ordre d'Orange-Nassau (Pays-Bas) en 2008
- Grand-croix de l’ordre de l'Aigle blanc (Pologne) en 2011
- Grand-croix  de l’ordre Polonia Restituta (Pologne) en 2008
- Grand-croix de l’ordre du Mérite de la république de Pologne en 1999
- Grand-croix  de l'ordre de l'Infant Dom Henrique (Portugal) en 2005
- Grand officier de l'ordre national du Québec (2003)
- Grand officier de l’ordre de l'Étoile de Roumanie en 2005
- Honorary commander de l’ordre royal de Victoria (Royaume-Uni) en 2003
- Honorary Commander of the Most Excellent Order of the British Empire, décerné par la reine Élisabeth II en 2000 (Royaume-Uni)
- Membre honoraire de l’ordre du Mérite (Royaume-Uni) en 1997
- Ordre de Saint-André (Russie) en 1998
- Première classe de l’ordre du Mérite pour la Patrie (Russie) en 2011
- Ordre de Sainte-Catherine, la grande martyre ( Russie) en 2012
- Ordre d'Alexandre Nevski ( Russie) en 2010
- Ordre de l'Honneur (Russie) en 1997
- Ordre de l'Amitié (Russie) en 1999
- Médaille Pouchkine (Russie) en 1999
- Chevalier grand-croix de l’ordre de la Double Croix blanche (Slovaquie) en 2010
- Grand-croix de l’ordre royal de l'Étoile polaire (Suède) en 2010
- L'ordre du Jade (Taïwan) en 2005
- Grand-croix  de l’ordre du Lion blanc (République tchèque) en 2010
- Chevalier grand-croix de l'ordre de Tomáš Garrigue Masaryk (République tchèque) en 2008
- Chevalier grand-croix de l’ordre de l'Éléphant blanc (Thaïlande) en 2010
- Grand cordon de l’ordre de la République (Tunisie) en 2007
- Ordre du Drapeau rouge du Travail (URSS) en 1985
- Ordre de l'Amitié des peuples (URSS) en 1973
- Ordre de l'Insigne d'honneur (URSS) en 1980

### Hommages
- La Monnaie de Paris édite en 1993 une médaille en bronze florentin intitulée « Jubilé de Claude Bessy » avec à l'avers l'inscription : « JUBILE DE CLAUDE BESSY - 1943-1993 - ETOILE DE L’OPERA DE PARIS », avec comme description le profil à droite. Au revers l'inscription est : « DIRECTRICE DE L’ECOLE DE DANSE - DU BALLET DE L’OPERA » avec comme description une danseuse de face se tenant à la barre. L'ensemble est signé R. Mayot[35].
- Portrait de Claude Bessy par Félix Labisse, peinture à l'huile, 1955, musée d'Art moderne de Paris[36].